# クロブーク

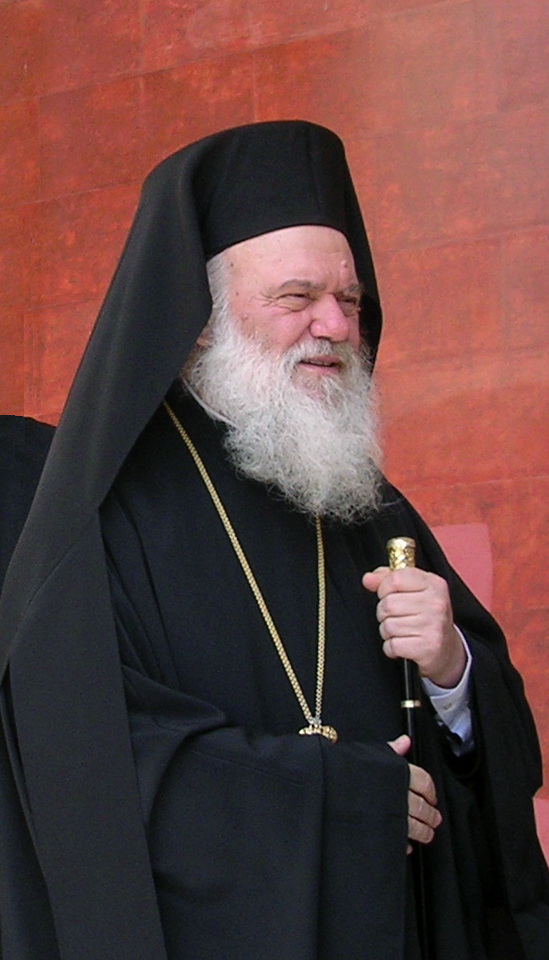
ギリシャ正教会の現首座主教：アテネ大主教イエロニモス2世。このような黒色のクロブークが一般的。リヤサを着用し、パナギアを胸にかけている。

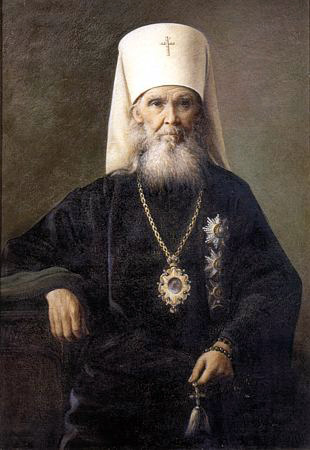
モスクワ府主教マカリイ2世（1835 - 1926）。十字架が前面に付いた白いクロブークを着用し、パナギアを胸に掛けている。左手に持っているのはチョトキ。ロシア系の正教会では府主教は白いクロブークを着用する。他にフィンランド正教会の大主教も白いクロブークを着用するなど、白いクロブーク着用の習慣については地域差がある。また、リヤサを着用し、パナギアを胸にかけている。

クロブーク（ロシア語: клобук, 英語: klobuk）とは、正教会と東方典礼カトリック教会において修道士・修道司祭（典院・掌院）・主教が着用する帽子である。特にロシアの伝統に位置付けられる。日本正教会では修道帽とも訳されるが、片仮名転写の「クロブーク」がより一般的である。

## 概要
カミラフカ（黒い覆いを強く固め、頂を平らにした帽子）を元にベールを付けて作られ、ベールはカミラフカを完全に覆い、肩と背中に垂らされる。
アトス山の伝統では、ベールはカミラフカに簡単に掛けられているだけであり、取り外しが容易になっているが、他の諸教会の伝統においてはベールはカミラフカに固定されている。
クロブークは教会において、修道士によってしばしば着用される。奉神礼の最中に、修道士がクロブークを頭から脱いで自分の左肩に載せ、聖なるものに対する敬意を表す時がある。修道女は普通は奉神礼の際にクロブークを脱ぐことをしない 。
正教会において全ての主教は修道士でなければならないことから、クロブークを主教も着用する。
教区を管掌する主教はシンプルな修道士用クロブークを被る。スラヴ系の大主教と府主教は、位階を表すものとして、ふつう小さな十字架の飾りが前面に付けられたクロブークを着用する。ロシア系の伝統を持つ教会の府主教は黒いクロブークではなく白いクロブークを着用するが、フィンランド正教会の大主教も白いクロブークを着用するなど、どのような役職にある人物が白いクロブークを着用するかについては、その運用に地域差がある。
ルーマニア総主教は白いリヤサと白いクロブークを着用する。いくつかの正教の教会の総主教（例えばモスクワ総主教）は、クロブークに似た、頂が丸く、セラフィムの像が飾られ、十字架が頂に付けられた白い帽子を着用する。この形態のものはクーコリ（ロシア語: Куколь, 英語: Koukoulion）と呼ばれる。
村上春樹によるアトス山を巡った際の紀行『雨天炎天』では「バースデーケーキ」にたとえられ、北野武からは「煙突みたいな帽子」と評されたものは、クロブークかカミラフカのいずれかであると思われる。

## ギャラリー

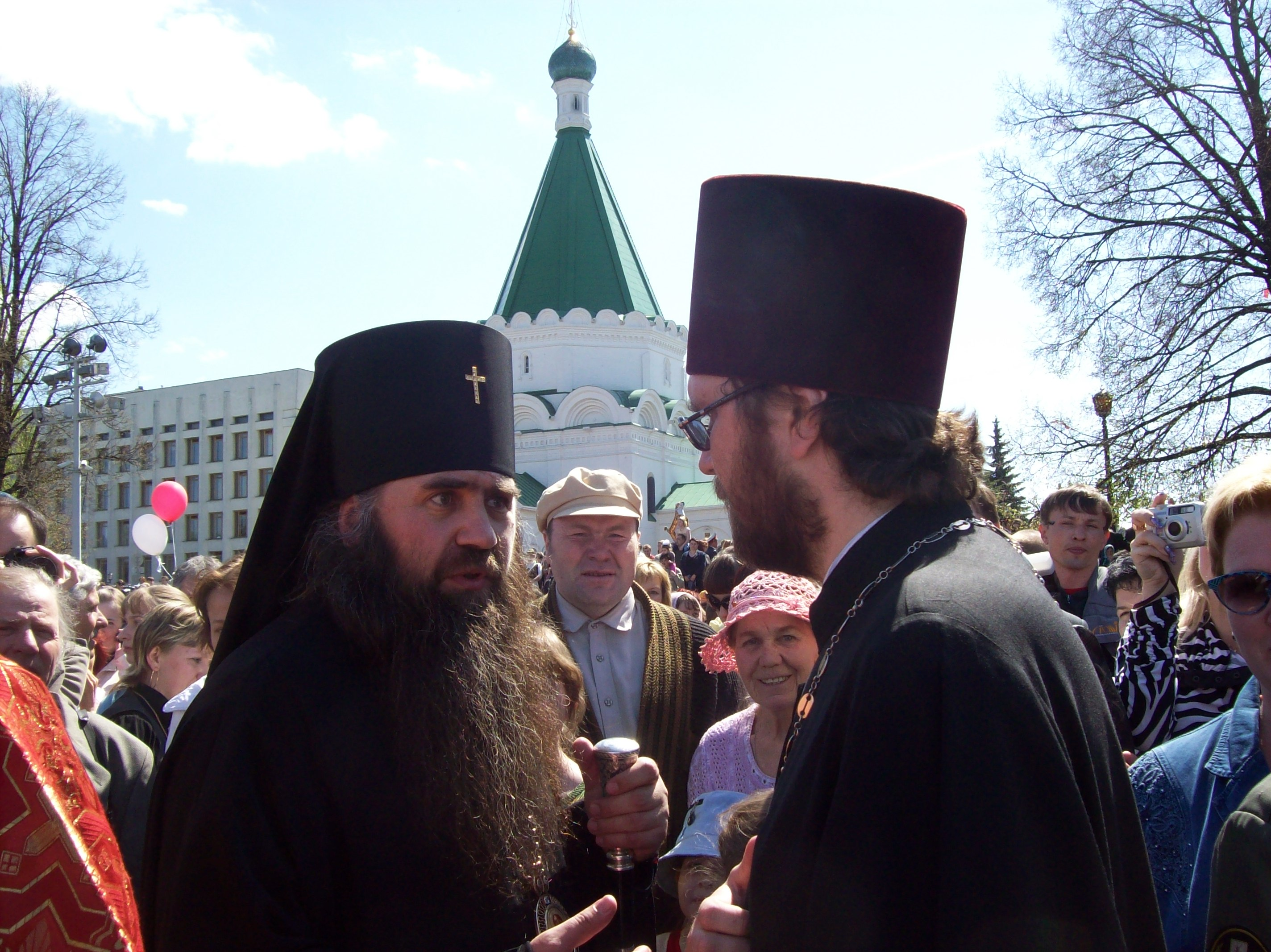
ニジニ・ノヴゴロド大主教（左）と司祭（右）。大主教がかぶっているものがクロブーク、司祭がかぶっているものがカミラフカ。
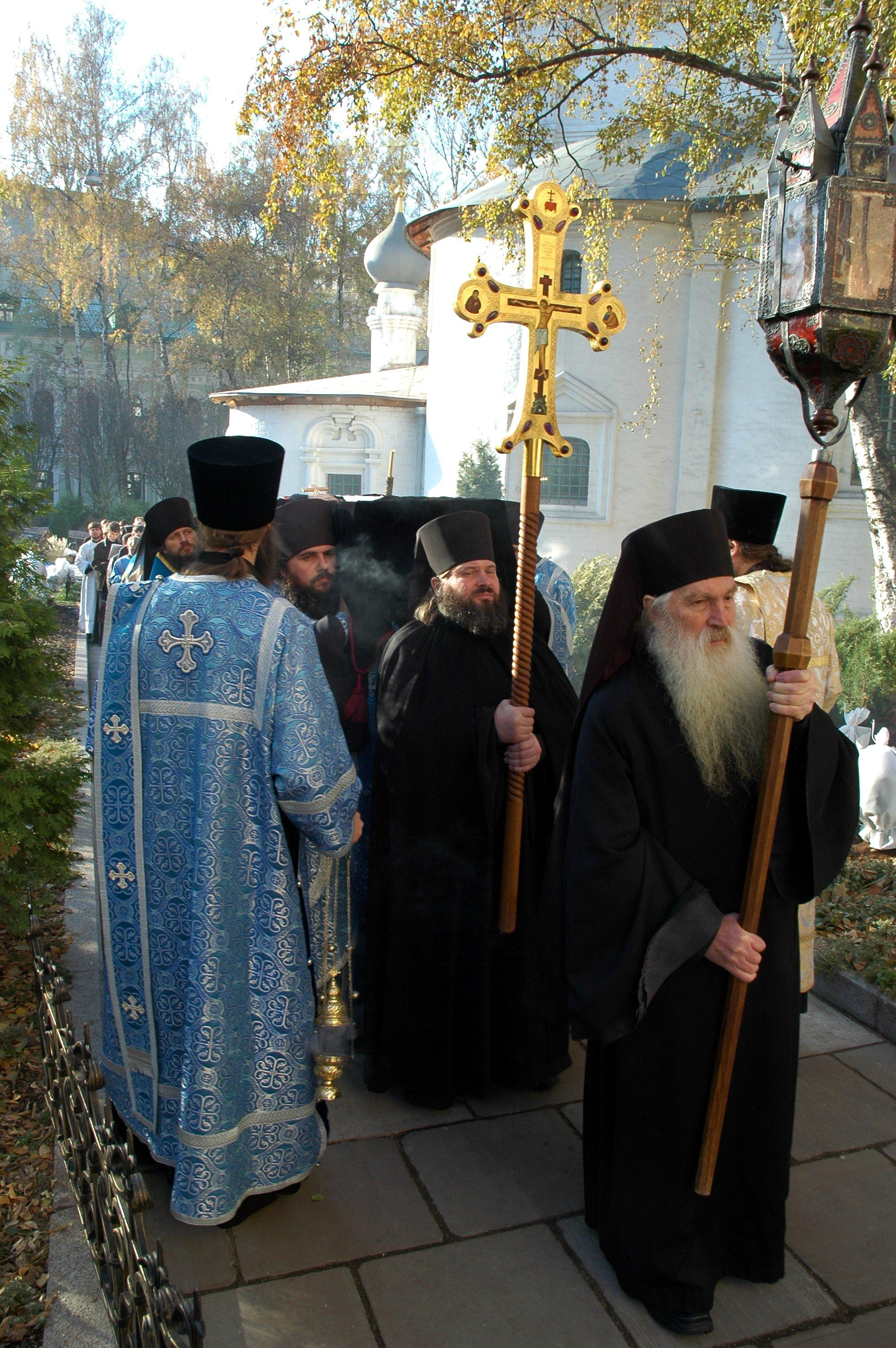
永眠した司祭の埋葬式で十字行をする修道士たち。クロブークを被っている（モスクワの修道院、2005年）。
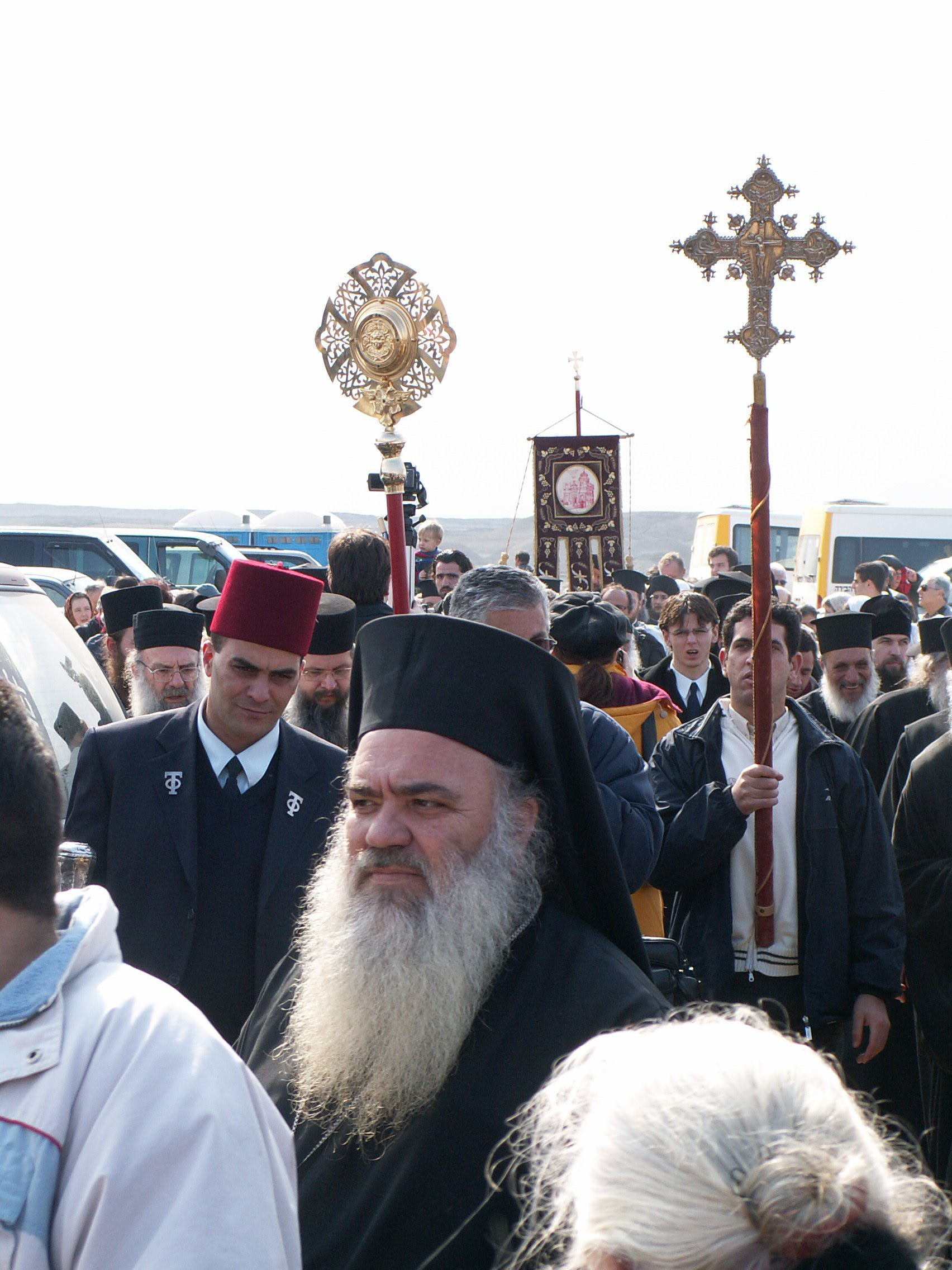
ヨルダン川への十字行でクロブークを被っている修道士（中央。2006年1月、イスラエル）